# Frank Kermode

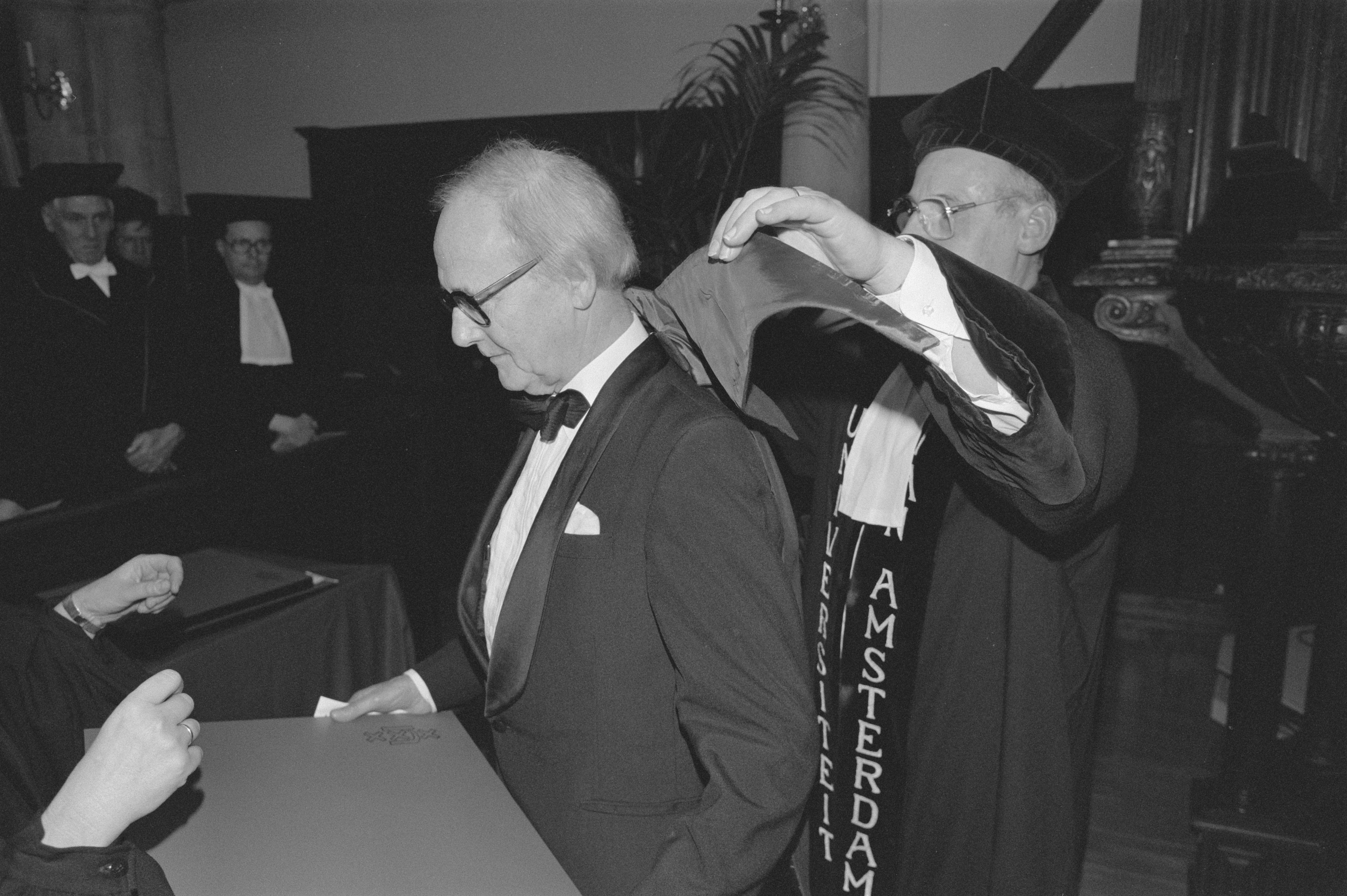
Frank Kermode (1988)

Sir John Frank Kermode (* 29. November 1919 auf der Isle of Man; † 17. August 2010 in Cambridge) war ein britischer Literaturwissenschaftler.

## Kurzbiografie
Frank Kermode studierte an der University of Liverpool. Während des Zweiten Weltkriegs diente er in der Royal Navy, größtenteils stationiert in Island.
Anschließend verfolgte er eine akademische Karriere: 1967 wurde er „Lord Northcliffe“-Professor für moderne englische Literatur am University College London und brachte die zeitgenössische französische kritische Theorie nach Großbritannien. 1974 wurde er „King Edward VII“-Professor für Englische Literatur an der Universität Cambridge. 1982 trat er zurück und wechselte an die Columbia University. Er war seit 1973 Mitglied der British Academy, seit 1976 der American Academy of Arts and Sciences und seit 1999 der American Academy of Arts and Letters.
Die Gründung des  London Review of Books  geht auf seine Anregung zurück. 1991 wurde er zum Ritter geschlagen. Er war eher uneitel, verwendete den „Sir“-Titel nicht in seinen Büchern und gab seiner Autobiographie den Buchtitel Not Entitled. Er schrieb fast 200 Essay-Beiträge für den London Review of Books. Eine Auswahl davon erschien posthum unter dem Titel Bury Place Papers.
Kermodes Gesamtwerk als Autor und Herausgeber umfasst über 50 Buch-Veröffentlichungen; im deutschsprachigen Raum wurde er in den frühen 1970er-Jahren auch bekannt als Autor bzw. Herausgeber mehrerer Bände in der dtv-Reihe Moderne Theoretiker, darunter Monografien über Herbert Marcuse, James Joyce, Marshall McLuhan und Wilhelm Reich.

## Schriften
- The sense of an Ending: Studies in the theory of fiction, Oxford University Press 1966, 2000